# .bi
.bi е интернет домейн от първо ниво за Бурунди.
Администрира се от Националния център за информационна технология на Бурунди. Представен е през 1996 г.